# Форт Рајли-Камп Вајтсајд (Канзас)
Форт Рајли-Камп Вајтсајд (енгл. Fort Riley-Camp Whiteside) град је у америчкој савезној држави Канзас.

## Демографија
По попису из 2000. године број становника је 103.
| Група             | 2000.      | 2010.    |
| Белци             | 61 (59,2%) | 0 (0,0%) |
| Афроамериканци    | 22 (21,4%) | 0 (0,0%) |
| Азијати           | 4 (3,9%)   | 0 (0,0%) |
| Хиспаноамериканци | 11 (10,7%) | 0 (0,0%) |
| Укупно            | 103        | 0        |